# Heinrich Schomburgk
Pour les articles homonymes, voir Schomburgk.
Heinrich Georg Schomburgk  (né le 30 juin 1885 à Leipzig - décédé le 29 mars 1965) est un joueur allemand de tennis, médaillé d'or aux Jeux olympiques d'été de 1912 à Stockholm en double mixte avec Dorothea Köring.

## Palmarès (partiel) Heinrich Schomburgk

### Titres en double mixte
|   | Date | Nom et lieu du tournoi           | Cat.    | ($) | Surf.  | Vainqueurs      | Partenaire                      | Score    |
| 1 | 1912 | Jeux olympiques d'été, Stockholm | Olympic | 0   | (ext.) | Dorothea Köring | Sigrid Fick · Gunnar Setterwall | 6-4, 6-0 |